# 抛物面鍍鋁反射燈

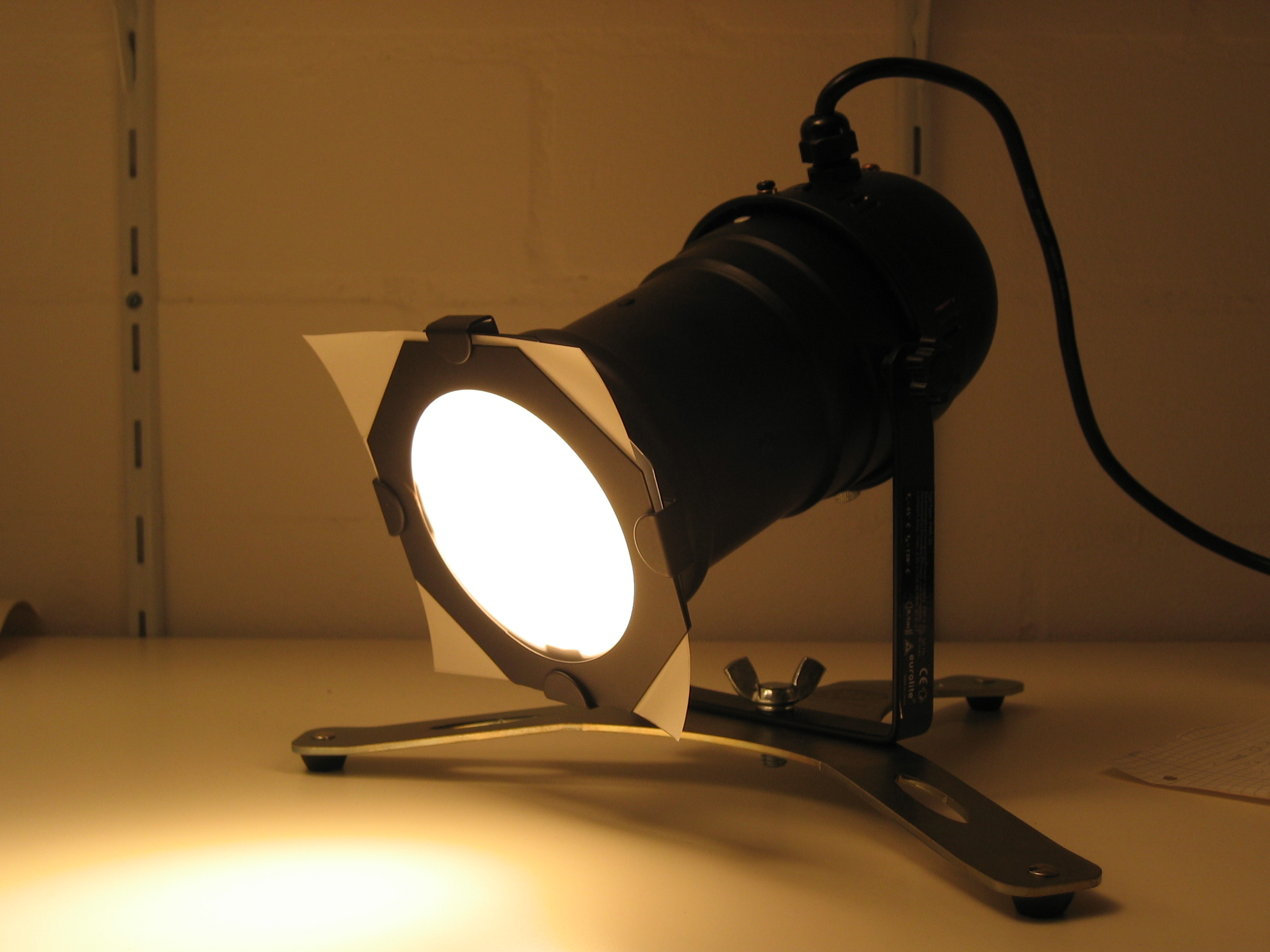
PAR照明燈

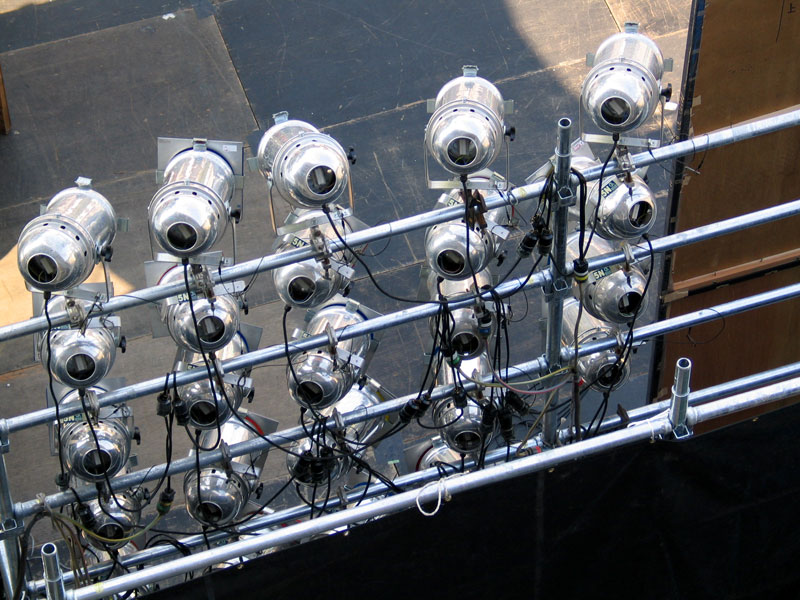
20個舞台用的PAR燈

抛物面鍍鋁反射燈（英語：Parabolic aluminized reflector light，縮寫為 PAR），又稱密封聚束燈，電燈的一種，廣泛被使用在商業、住家以及運輸用途上。它可以將光束集中，用途包括機車與汽車大燈，飛機著陸燈，舞台燈光，住宅及商業嵌燈。